# Wiesław Henryk Trzeciak
Wiesław Henryk Trzeciak (ur. 5 stycznia 1934 w Poznaniu, zm. 31 grudnia 2023) – polski naukowiec, wykładowca, biochemik, profesor zwyczajny, doktor habilitowany nauk medycznych.

## Życiorys
Ukończył Gimnazjum i Liceum im. Hugona Kołłątaja w Krotoszynie oraz studia w Wyższej Szkole Wychowania Fizycznego we Wrocławiu (mgr WF). Po ukończeniu studiów na Wydziale Lekarskim Akademii Medycznej w Poznaniu w 1963,  pracował w Katedrze Chemii Fizjologicznej AM (obecnie Katedra Biochemii i Biologii Molekularnej). W 1968 uzyskał stopień dr n. med. Studia po-doktoranckie odbywał w Katedrze Biochemii Uniwersytetu w Edynburgu, jako stypendysta British Council. Stopień dr hab. n. med. otrzymał w roku 1980. Pracował w uniwersyteckich laboratoriach badawczych w Wielkiej Brytanii, Niemczech, Francji, USA, Kanadzie i Australii (7 lat łącznie). W 1995 objął stanowisko Kierownika macierzystej Katedry, a w roku 1992 otrzymał tytuł profesora zwyczajnego. Od roku 1996 przez 7 lat pracował dodatkowo w Zakładzie Genetyki Człowieka PAN w Poznaniu. W roku 2004 przeszedł na emeryturę.
Zajmował się głównie regulacją dostarczania cholesterolu, substratu do syntezy hormonów steroidowych, w korze nadnerczy. Wykonał pierwszą analizę składu kropli lipidowych oraz dowiódł, że kortykotropina pobudza syntezę hormonów steroidowych w wyniku aktywacji lipazy/esterazy cholesterolowej (HSL), która hydrolizując estry cholesterolu, zawarte w kroplach lipidowych, dostarcza substratu do syntezy hormonów steroidowych. Wyjaśnił także mechanizm aktywacji HSL oraz regulację ekspresji genu LIPE, kodującego HSL. Wykazał, że glukokortykosteroidy hamują ekspresję genów CYP11A1 i CYP17, kodujących enzymy kluczowe dla syntezy hormonów steroidowych w korze nadnerczy oraz dowiódł, że niektóre czynniki wzrostu i neuropeptydy, indukując ekspresję genu CYP11A1, pobudzają różnicowanie komórek ziarnistych jajnika w kierunku komórek ciałka żółtego. Opisał także kilka nieznanych mutacji genu receptora androgenów (AR), powodujących zespół niewrażliwości na androgeny (AIS).
Jest autorem około 170 publikacji naukowych, których współczynnik oddziaływania (IF) wynosi łącznie 192.3, indeks Hirscha (h-index) 27, a liczba cytacji około 2200.
Był członkiem Komitetu Biochemii i Biofizyki PAN (1996–2001), Komisji PAN: Genetyki i Biologii Molekularnej, Patofizjologii Komórki oraz Endokrynologii Doświadczalnej i Klinicznej, a także Komisji Medycyny Doświadczalnej Poznańskiego Towarzystwa Przyjaciół Nauk. Był także członkiem Rady Naukowej Instytutu Genetyki PAN w Poznaniu oraz Rady Naukowo-Programowej Studium Medycyny Molekularnej UM w Warszawie. Jest członkiem kolegium redakcyjnego Journal of Applied Genetics.
Podczas pracy w Katedrze prowadził ćwiczenia, seminaria i wykłady z Biochemii dla studentów Wydziału Lekarskiego i Oddziału Stomatologii oraz dla studentów anglojęzycznych. Był promotorem 25. prac doktorskich. Czterech jego doktorantów uzyskało tytuły profesorskie.

## Osiągnięcia naukowe
Wykonanie pierwszej analizy składu chemicznego kropli lipidowych z kory nadnerczy.
Wyjaśnienie mechanizmu aktywacji enzymu lipazy/esterazy cholesterolowej z kory nadnerczy przez kortykotropinę (ACTH) oraz regulacji ekspresji genu LIPE kodującego ten enzym.
Wykazanie, że glukokortykosteroidy, za pośrednictwem ich receptora, hamują ekspresję genów CYP11A1 i CYP17, kodujących enzymy kluczowe dla syntezy hormonów steroidowych w korze nadnerczy.
Udowodnienie, że niektóre czynniki wzrostu i neuropeptydy, indukując ekspresję CYP11A1, pobudzają różnicowanie komórek ziarnistych jajnika w kierunku komórek ciałka żółtego.
Potwierdzenie, że u podłoża zespołu niewrażliwości na androgeny (AIS) leżą mutacje genu receptora androgenów (AR), ustalenie lokalizacji i charakteru mutacji oraz  zaburzeń konformacji i funkcji receptora.

## Nagrody krajowe i wyróżnienia zagraniczne
Wielokrotnie nagrody Rektora AM za osiągnięcia naukowe; Nagroda Ministra Zdrowia i Opieki Społecznej indywidualna (1987); Nagroda Ministra Zdrowia I Opieki Społecznej zespołowa (1992); Nagroda Ministra Zdrowia i Opieki Społecznej indywidualna (1994); Zjazd Federacji Europejskich Towarzystw Biochemicznych (FEBS) Amsterdam (1971); Zjazd Amerykańskiego Towarzystwa Endokrynologicznego, Anaheim (1986); IV Kongres  Europejskiego Towarzystwa Ginekologicznego, Madonna di Campiglio (1999); Zjazd Federacji Europejskich Towarzystw Biochemicznych (FEBS), Birmingham  (2003); Złoty Krzyż Zasługi.

## Osobiste
Żona: Olga Żmuda-Trzebiatowska|Żmuda-Trzeciak, dr n. med.(Uniwersytet Medyczny, Poznań).
Dzieci: Joanna, PhD. (Litt)  (University of Chicago), Professor, Kent State University, Cleveland, USA; Tomasz dr hab. (Uniwersytet Medyczny, Poznań) Kierownik Kliniki Ortopedii i Traumatologii Uniwersytet Medyczny, Poznań; Sergiusz  PhD, (London School of Economics, UK), adiunkt, Collegium Civitas, Warszawa.